# Saline (Calvados)
Saline é uma comuna francesa na região administrativa da Normandia, no departamento de Calvados. Estende-se por uma área de 16,67 km². Em 2010 a comuna tinha 3 572 habitantes (densidade: 214,3 hab./km²).
A municipalidade foi estabelecida em 1 de janeiro de 2017 e consiste na fusão das antigas comunas de Troarn e Sannerville. A comuna tem sua prefeitura em Troarn.